# Choralmbahn
De Choralmbahn is een achtpersoonscabinebaan gebouwd door Doppelmayr uit Oostenrijk in 2008 voor de Bergbahnen Westendorf, onder van de Skiwelt WilderKaiser-Brixental. De kabelbaan verving in 2008 de eenpersoonsstoeltjeslift Choralm, die een heel ander traject volgde. De nieuwe gondelbaan loopt van 'Windauschmied' naar de Choralpe op 1820 meter hoogte. De nieuwe kabelbaan heeft ook een tussenstation, hoe hoog en waar deze gelegen is, is niet bekendgemaakt door de Bergbahnen Westendorf.

## Prestaties
Op hoogtijdagen kan men 71 cabines inzetten op de 2365 meter lange kabelbaan. Ze gaan dan rond de 6 meter per seconde. Het duurt dus 7 minuten voordat men van het dalstation, via het tussenstationbij het bergstation is. De kabelbaan heeft dan een totale capaciteit van 2200 personen per uur. De gondelbaan is niet net zoals de Salvenbahn II, uitgevoerd met stoelverwarming. De cabines zijn van het type CWA Omega IV-8 LWI, gebouwd door CWA Constructions uit Zwitserland. Dankzij het Oostenrijkse Jägerndorfer zijn de cabines van deze kabelbaan ook te koop als miniatuur in schaal 1:32.